# 龙岗寺遗址
龙岗寺遗址（又称龙岗寺古人类遗址）位于中国陕西省汉中市南郑区梁山镇汉江南岸，距汉中市中心城区约3.5公里，地理坐标为东经106°58′，北纬33°03′。是一处集旧石器文化、新石器文化、汉代墓葬群、寺院建筑以及近现代革命旧址于一体的综合性文化遗址。2006年被国务院列入第六批全国重点文物保护单位。

## 发掘历史
龙岗寺遗址于1959年首次被考古工作者发现，最初被认为是仰韶文化遗址。1943年，西北联大历史系教授陆懋德在该地发现了旧石器标本。20世纪80年代初，遗址的旧石器遗存被确认。1983-1984年，陕西省考古研究所进行了大规模发掘，揭露了新石器时代墓地。2013年起，陕西省考古研究院联合中国科学院古脊椎动物与古人类研究所、南京大学等单位，对遗址进行了系统发掘。

## 考古发现
龙岗寺遗址发现的旧石器时代遗存，年代可追溯至约120万年前，属于早更新世晚期至中更新世早期，是中国为数不多的超百万年历史的旧石器遗址之一。考古发掘出土了大量打制石器，包括砍砸器、手斧、手镐、薄刃斧、刮削器和尖状器等，总数超过4万件。